# Palmetum de Townsville
El Palmetum de Townsville (inglés: Townsville Palmetum) es un Palmetum de 25 hectáreas de extensión, que forma parte de los tres jardines botánicos de Townsville, Queensland, Australia. 
El código de reconocimiento internacional de "Townsville Palmetum" como miembro del "Botanic Gardens Conservation International" (BGCI), así como las siglas de su herbario es TOWVL.

## Localización e información
El Palmetum se encuentra ubicado en el suburbio de "Annandale", cerca del río Ross, Universidad James Cook y el hospital de Townsville. 
Townsville Palmetum Townsville City Council, PO Box 1268, Townsville, Queensland 4810 Australia.
Planos y vistas satelitales.19°18′43.2″S 146°45′50.76″E / -19.312000, 146.7641000
Se encuentra abierto todos los días del año.
Las colecciones botánicas de Townsville se han desarrollado en tres jardines separados que juntos forman los "Townsville Botanic Gardens". Además del Palmetum están los jardines botánicos de Queens Gardens en "North Ward", y Anderson Gardens en "Mundingburra".

## Historia
El Palmetum fue abierto oficialmente al público en septiembre de 1988 con motivo del Bicentenario de Australia. 
En poco tiempo el Palmetum se ha convertido en una atracción reconocida internacionalmente. El Palmetum se ha ampliado continuamente mientras que se agregan nuevas variedades de palmas y senderos escénicos. 

## Colecciones botánicas y Equipamientos
El Palmetum es un jardín botánico que está especializado en la familia de las palmas. El 50 % de la colección está compuesta de flora australiana.
En el Palmetum podemos admirar:
- Colección de palmas, la colección contiene las seis subfamilias dentro de la familia de las Arecaceae con cerca de 300 especies; muchas de ellas raras y amenazadas en su hábitat natural. Aproximadamente 60 especies de palmas son nativas a Australia.
- La ciudad japonesa de Tokuyama hermanada con Townsville ha contribuido como regalo con la construcción del sendero "Licuala Walk" y el jardín de Tokuyama, completado en 1996.
- "The Blackhawk Memorial", construido en 1997, está dedicado a 18 soldados que perdieron sus vidas en accidentes de ejercicios de entrenamiento en el "High Range Training Area".[2]
- "Tumbetin Lodge" fue construido en 1934 en una finca de los ferrocarriles por la Iglesia católica. Siendo usado como el "St Francis Xavier School" hasta el año de 1975. En 1993 fue trasladado y recolocado en su sitio actual. Está construido predominantemente con madera de "Australian silky oak" (Grevillea robusta), y es un ejemplo de la arquitectura local de la herencia.
- Edificios Públicos que incluye centro de información, salas de actos y exposiciones, el restaurante del Palmetum y salones de Té.

## Mapa
Un mapa y más información disponible en el "Townsville Parks Service": Palmetum.

## Imágenes del Palmetum

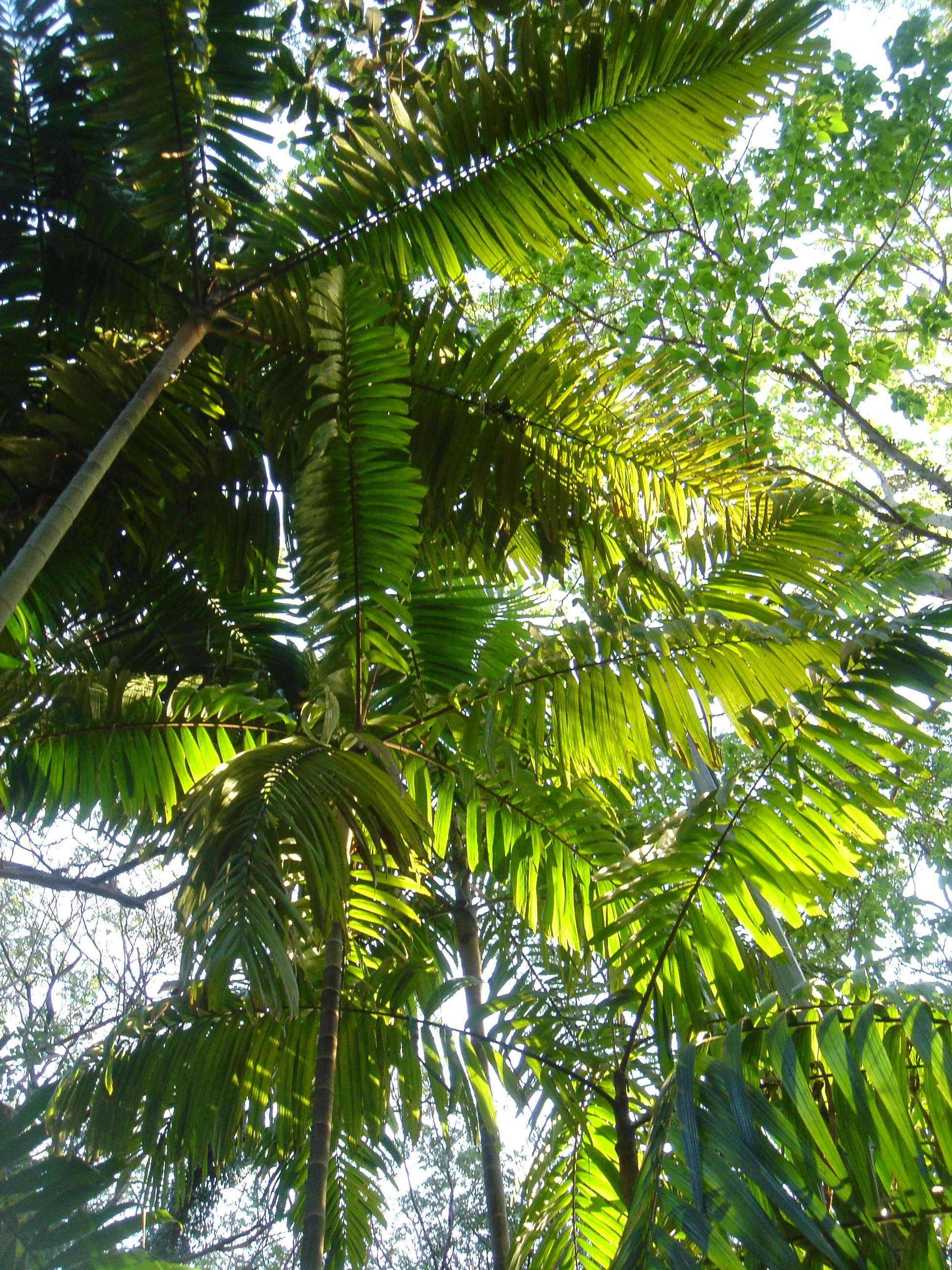
El dosel forestal del Palmetum
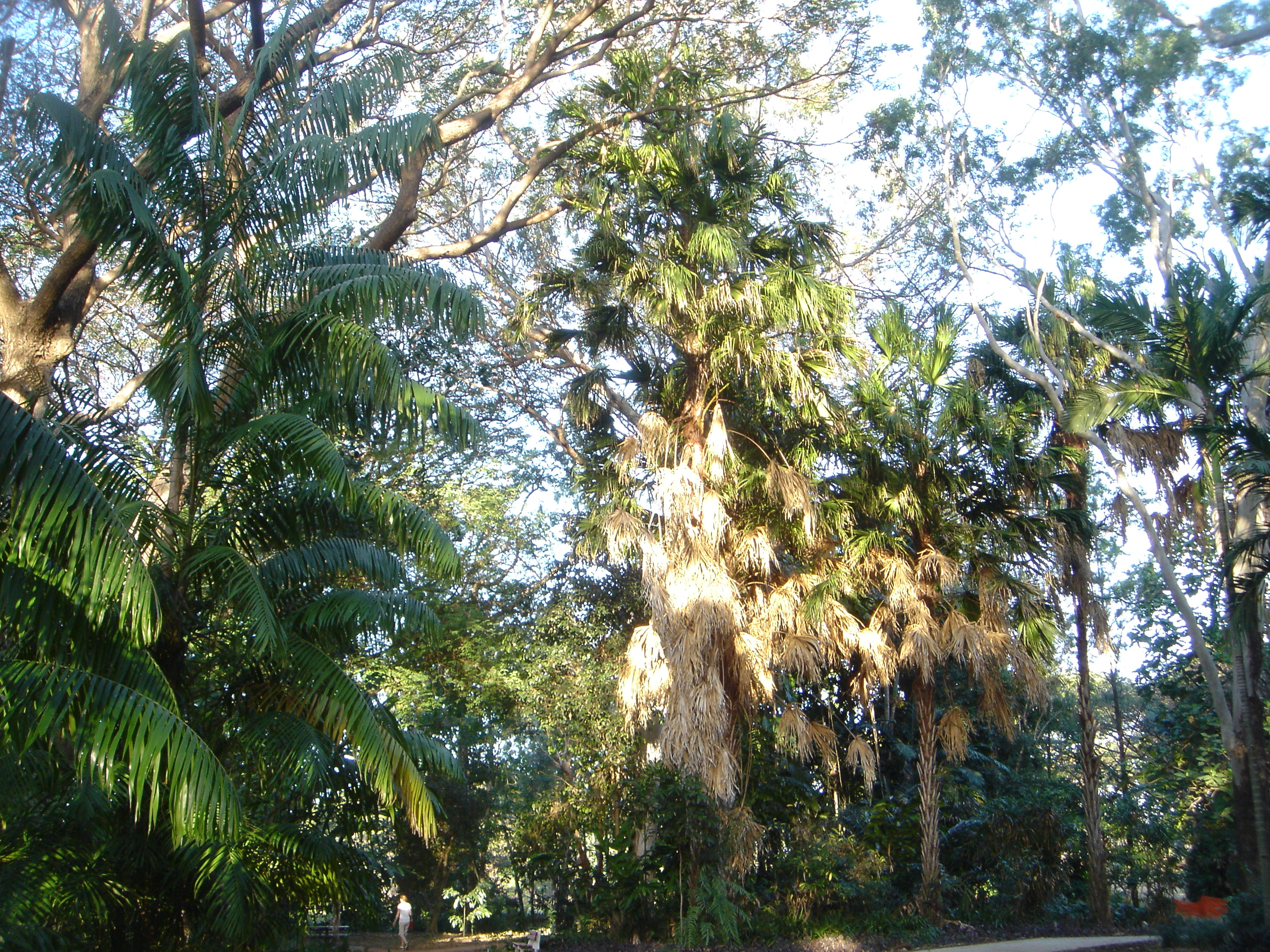
Livistona saribus; note la comparación con la altura de la mujer a la izquierda.
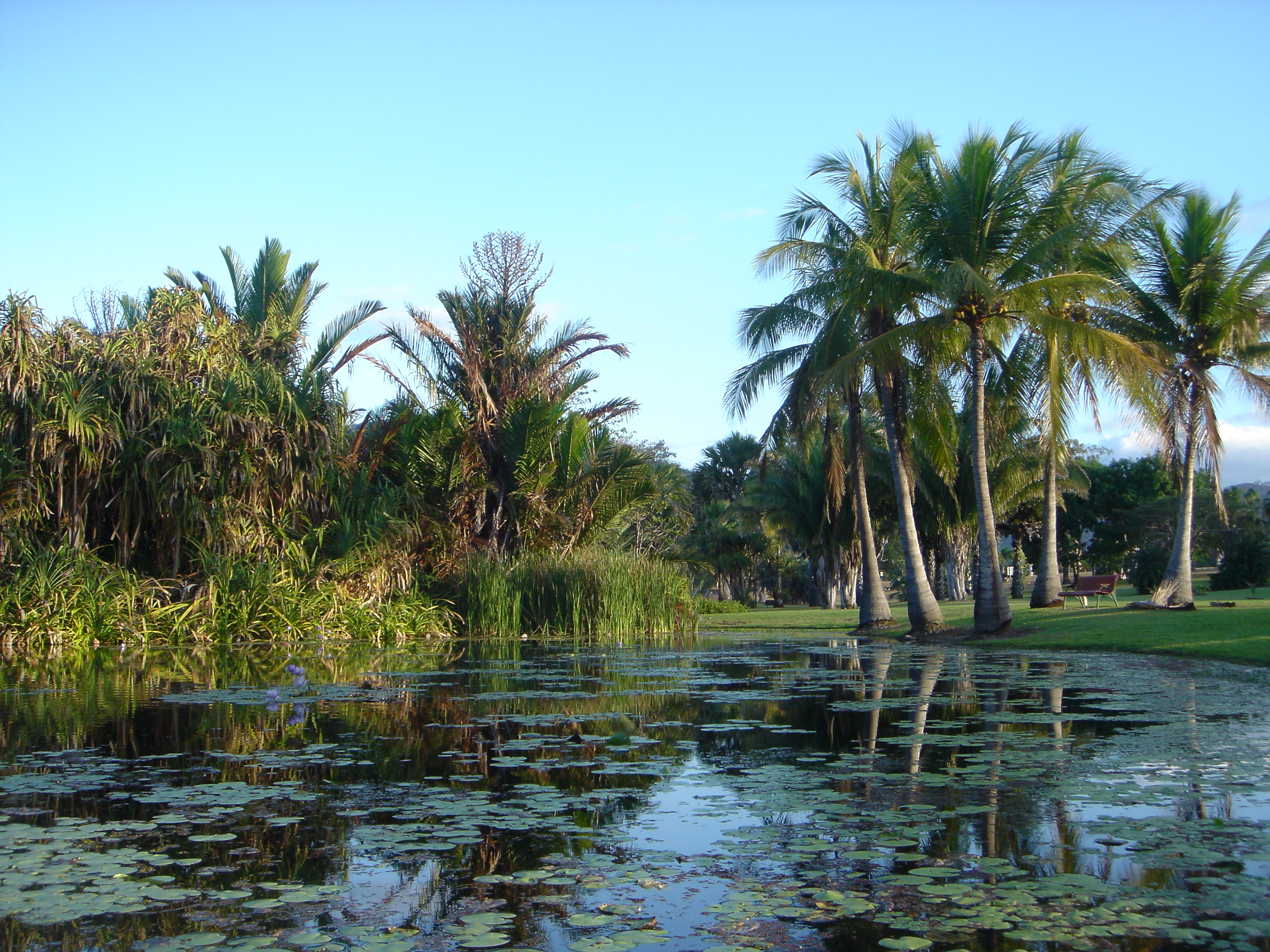
Área de la laguna, Townsville Palmetum